# Amphoe Galyani Vadhana
Amphoe Galyani Vadhana (thailändisch อำเภอ กัลยาณิวัฒนา, RTGS Kanlayani Watthana) ist ein Landkreis (Amphoe – Verwaltungs-Distrikt) im Westen der Provinz Chiang Mai. Die Provinz Chiang Mai liegt in der Nordregion von Thailand.
Der Landkreis wurde am 26. Dezember 2009 offiziell eingerichtet. Er wurde nach Prinzessin Galyani Vadhana benannt.

## Geographie
Benachbarte Landkreise (von Osten im Uhrzeigersinn): die Amphoe Samoeng und  Mae Chaem in der Provinz Chiang Mai, sowie die Amphoe Mueang Mae Hong Son und Pai der Provinz Mae Hong Son.
Der Kreis liegt im Doi-Inthanon-Gebirge, wobei die Siedlungen zumeist in den Tälern zu finden sind. 

## Geschichte
Das Projekt der Einrichtung des neuen Distrikts geht zurück ins Jahr 1993, als am 17. Mai 1993 das Tambon Council des Tambon Ban Chan vorschlug, einen neuen „Zweigkreis“ (King Amphoe) aus drei Tambon des Amphoe Mae Chaem einzurichten. In den folgenden Jahren wurden Vorbereitungen dazu getroffen. Aufgrund der Nachwirkungen der Asienkrise wurden 1997 alle geplanten neuen Distrikte von der Regierung annulliert, um zusätzliche Kosten zu vermeiden.
Etwa im Jahr 2005 kam das Projekt erneut auf die Agenda und Studien wurden von der Provinzverwaltung Chiang Mai und dem Department of Provincial Administration durchgeführt. Am 2. Dezember 2008 wurde das Projekt aufgrund eines Vorschlags des Innenministeriums, ein neuer Distrikt möge zu Ehren von Prinzessin Galyani Vadhana eingerichtet werden, vom Kabinett „im Prinzip“ gebilligt.
Am 7. Juli verlieh König Bhumibol Adulyadej (Rama IX.) dem neuen Landkreis, der bisher unter dem Namen Wat Chan (วัดจันทร์) geführt wurde, den Namen Galyani Vadhana. In der Kabinettssitzung vom 13. Oktober wurde daraufhin das Innenministerium autorisiert, einen neuen Landkreis einzurichten.
Am 25. Dezember 2009 wurde das Dekret veröffentlicht, mit dem der Landkreis mit Wirkung zum 26. Dezember errichtet wurde. Mit seiner Eröffnung wurde der Landkreis der 878. Distrikt Thailands. Da sich im Tambon Ban Chan ein Königliches Projekt befindet, musste der neue Landkreis nicht zuerst ein Unterbezirk (King Amphoe) sein, sondern wurde direkt zum Amphoe heraufgestuft. Zunächst wird sich die neue Kreisverwaltung in den Räumen des Tambon Ban Chan befinden, ein neues Gebäude wird im Dorf 2 des Tambon Chaem Luang gebaut.

## Verwaltung

### Provinzverwaltung
Der Landkreis Galyani Vadhana ist in drei Tambon („Unterbezirke“ oder „Gemeinden“) eingeteilt, die sich weiter in 22 Muban („Dörfer“) unterteilen.
| Nr. | Name        | Thai    | Muban | Einw. |
| --- | ----------- | ------- | ----- | ----- |
| 01. | Ban Chan    | บ้านจันทร์ | 07    | 4.098 |
| 02. | Mae Daet    | แม่แดด   | 08    | 3.952 |
| 03. | Chaem Luang | แจ่มหลวง | 07    | 3.700 |

### Lokalverwaltung
Im Landkreis gibt es drei „Tambon-Verwaltungsorganisationen“ (องค์การบริหารส่วนตำบล – Tambon Administrative Organizations, TAO)
- Ban Chan (Thai: องค์การบริหารส่วนตำบลบ้านจันทร์) bestehend aus dem kompletten Tambon Ban Chan.
- Mae Daet (Thai: องค์การบริหารส่วนตำบลแม่แดด) bestehend aus dem kompletten Tambon Mae Daet.
- Chaem Luang (Thai: องค์การบริหารส่วนตำบลแจ่มหลวง) bestehend aus dem kompletten Tambon Chaem Luang.